# Serious Sam Double D
Serious Sam Double D – zręcznościowa dwuwymiarowa gra platformowa z serii Serious Sam wyprodukowana przez Mommy's Best Games oraz wydana przez Croteam i Devolver Digital w 2011 roku.

## Rozrywka
Serious Sam: Double D jest zręcznościową dwuwymiarową grą platformową. Gra wykorzystuje ręcznie rysowaną oprawę graficzną. 
Akcja gry ma miejsce w Egipcie, zagrożonym wybuchem wulkanu Pompeje oraz niebezpieczną, prehistoryczną dżunglę na które składa się 18 poziomów. Zadaniem gracza jest walka z hordami przeciwników. 
W grze zawarto tryb kampanii oraz 12 wyzwań. 